# Giorgio Barani

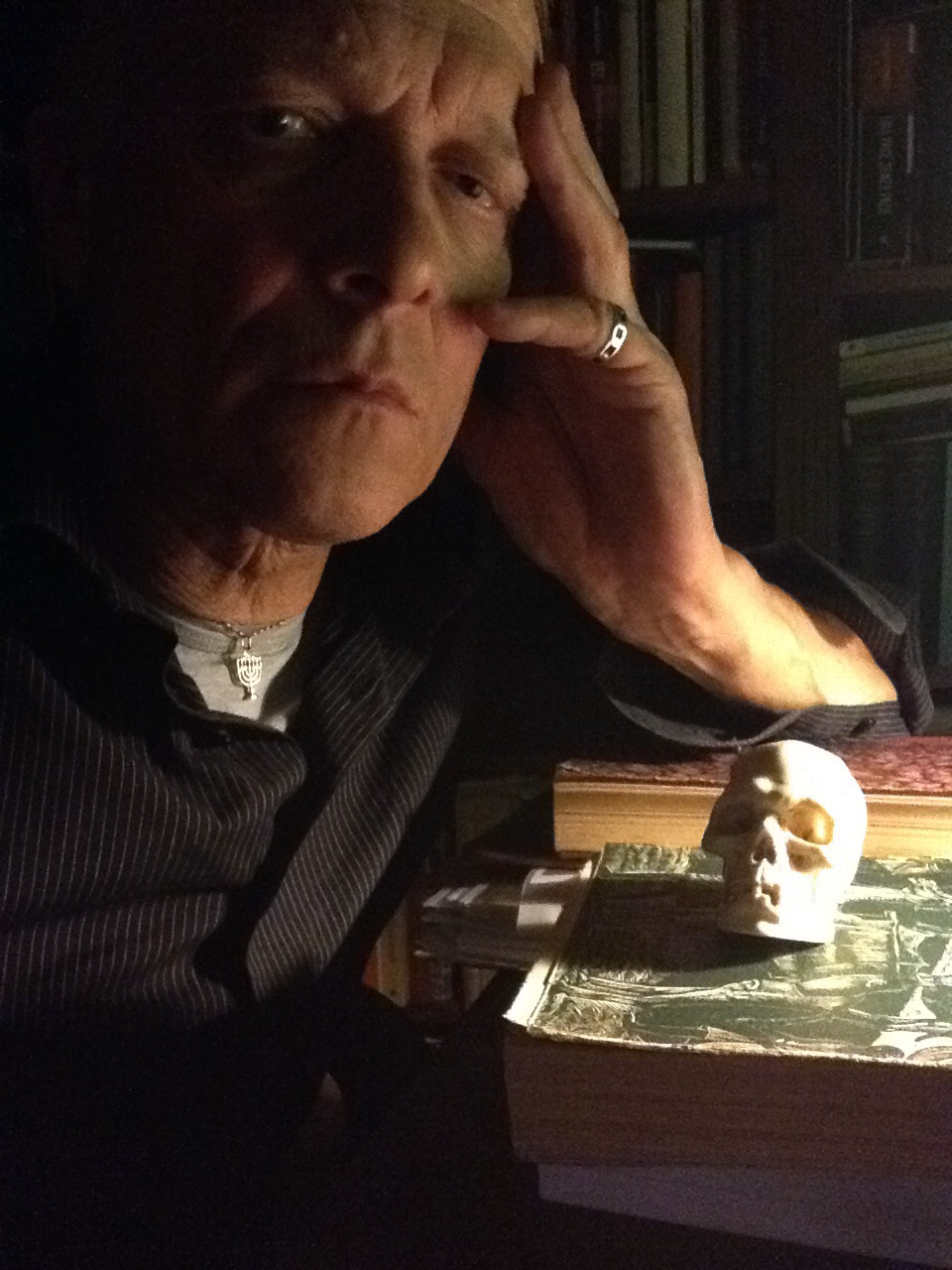
Giorgio Barani

Giorgio Barani (Montecchio Emilia, 15 settembre 1949) è un saggista e storico dell'Africa.

## Attività di ricerca
Al termine degli studi il desiderio di avventura porta Giorgio Barani in Kashmir poi in Libia, dove lavorerà per tre anni. Successivamente si trasferisce nel Regno Unito, Stati Uniti e Francia per approfondire la conoscenza delle lingue. Rientra brevemente in Italia e di nuovo parte per l'Africa, diretto ancora in Libia poi in Egitto, dove resterà per tre anni; visita poi le regioni bagnate dai fiumi Ogooué e Congo, quindi riparte per la mitica Timbuctù.

La sua patria adottiva è però il Corno d'Africa, in particolare Gibuti, dove ha vissuto e lavorato per dodici anni, visitando tutti i paesi della regione: Sudan, Somalia, Eritrea, Etiopia, Yemen. Partendo sempre da Gibuti attraversa l'Africa per raggiungere Dakar in Senegal.

Profondo conoscitore di quelle contrade, si dedica allo studio della cultura e tradizioni delle popolazioni dancale con le quali intrattiene profondi rapporti di amicizia e di lavoro.

Appassionato bibliofilo, possiede un'importante biblioteca storica imperniata sulle esplorazioni africane e le conquiste coloniali. Si è anche dedicato a ricerche storiche sul suo paese natale, pubblicando nel 1981, assieme all'amico Fausto Ficarelli, Montecchio Emilia. La Gente, il lavoro, gli eventi e altre cose. Immagini e documenti per una storia di paese. Del poeta montecchiese Brenno Bonilauri ha curato l'edizione di una raccolta di poesie, edita nel 2021 per i tipi di TM Edizioni. Nel 2004 pubblica assieme a Manlio Bonati (biografo di Vittorio Bottego) Gli italiani in Africa, con appendici monografiche su esploratori e personaggi che calcarono il suolo africano dal 1800 al 1943, T&M Associati Editori, Reggio Emilia. Si tratta di una traduzione inedita dal francese, riveduta, corretta, commentata ed ampliata di un testo del garibaldino montecchiese Angelo Umiltà. Ha collaborato inoltre con Raymond John Howgego alla preparazione della monumentale opera in quattro volumi, Encyclopedia of Exploration, pubblicata dall'editore australiano Hordern House, 2003-2008 e per Luca Lupi ha curato l'indice analitico dei nomi geografici dell'opera in due volumi Dancalia, l'esplorazione dell'Afar, un'avventura africana, I.G.M. (FI) e Tagete Edizioni, Pontedera, (PI), 2008, inserendovi anche articoli e foto riguardanti la sua esperienza africana.

Libero Muratore all'Obbedienza del Grande Oriente d'Italia Palazzo Giustiniani, è stato prima Segretario, poi Maestro Venerabile nel triennio 2017-19 della R:.L:. Meuccio Ruini n:. 1312 all'Oriente di Reggio Emilia; è anche Maestro Architetto del Rito Simbolico Italiano.

Attualmente vive e lavora tra l'Italia e il Medio Oriente e collabora con il sito www.ilcornodafrica.it.

## Opere
- Montecchio Emilia. La Gente, il lavoro, gli eventi e altre cose. Immagini e documenti per una storia di paese, Montecchio Emilia 1984.
- Gli italiani in Africa, con appendici monografiche su esploratori e personaggi che calcarono il suolo africano dal 1800 al 1943, T&M Associati Editori, Reggio Emilia 2004.
- Raimondo Franchetti, su Il Corno d'Africa, 2004. URL consultato il 23 febbraio 2016.